# Zoran Mikulić
Zoran Mikulić, hrvaški rokometaš, * 24. oktober 1965.
Leta 1996 je na poletnih olimpijskih igrah v Atlanti v sestavi hrvaške reprezentance osvojil zlato olimpijsko medaljo.